# Śmielec
Śmielec (czes. Velky Šišak, niem. Große Sturmhaube, 1424 m n.p.m.) – szczyt na głównej grani Karkonoszy – Śląskim Grzbiecie.

## Położenie i opis
Dawna nazwa tego szczytu to „Wielki Szyszak”, natomiast położony w sąsiedztwie obecny „Wielki Szyszak” nosił nazwę „Wielkie Koło”. Zmiana nazwy nastąpiła zaraz po wojnie podczas opisywania niemieckich map kartograficznych. Nazwy czeskie i niemieckie obu szczytów pozostały niezmienione.
Śmielec leży powyżej Jagniątkowa (dzielnica Jeleniej Góry). W pobliżu szczytu biegnie granica polsko-czeska (sam szczyt jest po polskiej stronie). Na zachodzie Przełęcz pod Śmielcem oddziela go od Wielkiego Szyszaka, na wschodzie Czarna Przełęcz od Czeskich Kamieni.
Masyw zbudowany jest z granitu karkonoskiego. Szczyt pokryty jest gołoborzem, jednak coraz intensywniej porasta je kosówka.
Szczyt położony jest na obszarze Karkonoskiego Parku Narodowego oraz czeskiego Karkonoskiego Parku Narodowego (czes. Krkonošský národní park, KRNAP).

## Szlaki turystyczne
Pod szczytem Śmielca prowadzą szlaki turystyczne:
- czerwony - fragment Głównego Szlaku Sudeckiego ze Szklarskiej Poręby do Karpacza przez Śląski Grzbiet,
- niebieski z Jagniątkowa.

Na wschód od szczytu, powyżej Czarnej Przełęczy dochodzi do grzbietu:
- niebieski szlak z Jagniątkowa.

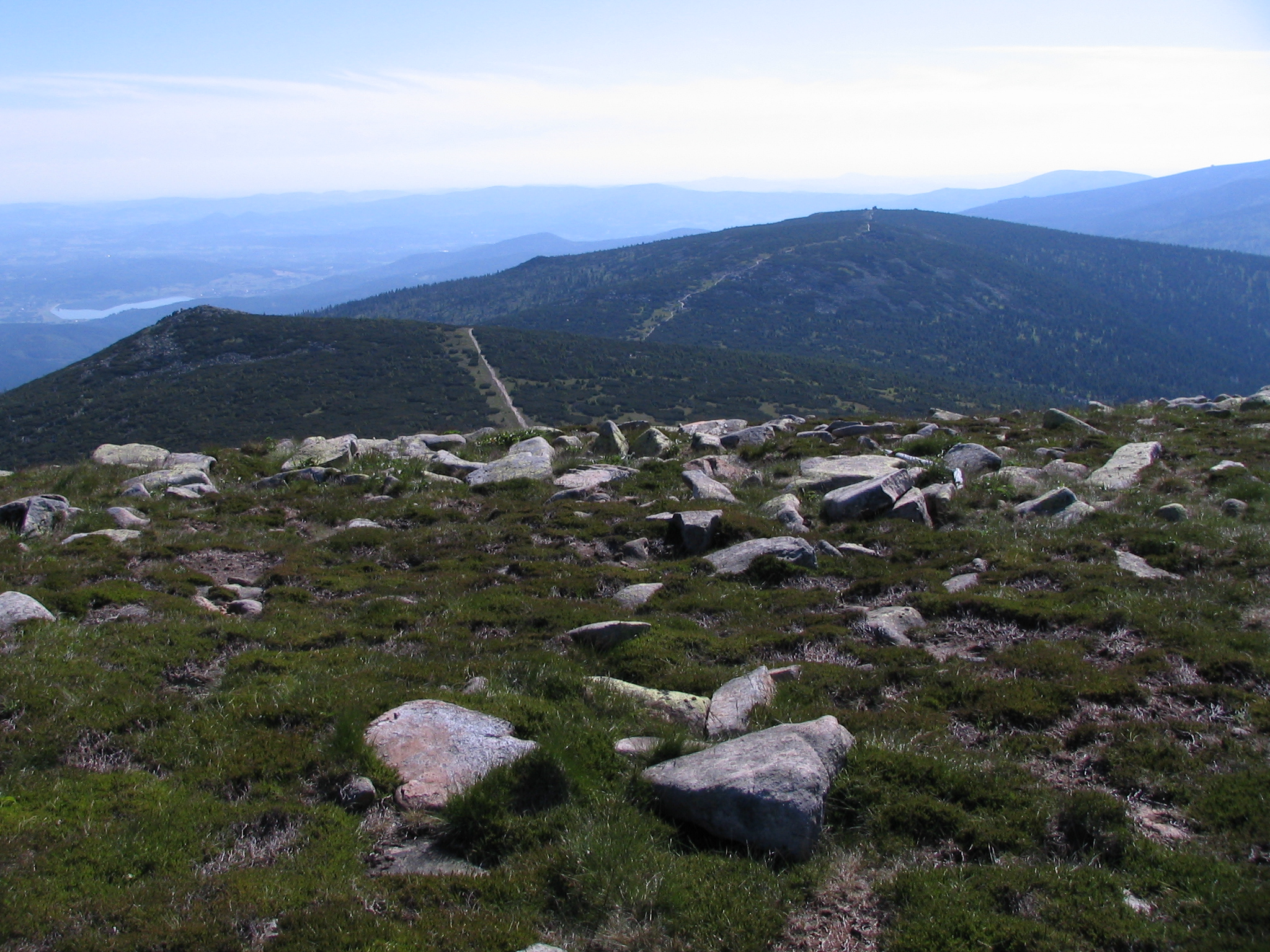
Śmielec (po lewej stronie), widoczne także Jezioro Sosnówka
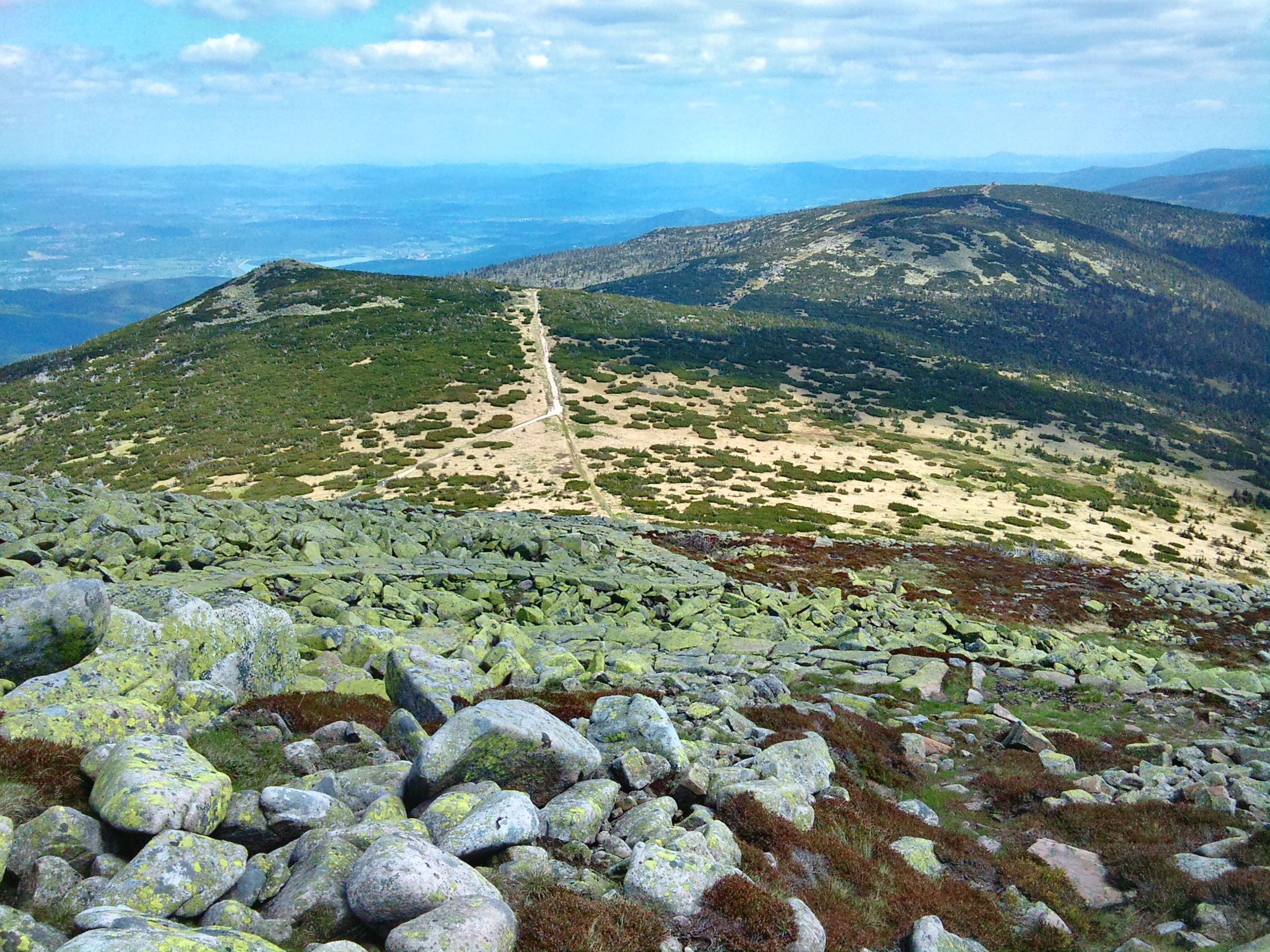
Śmielec (po lewej stronie)
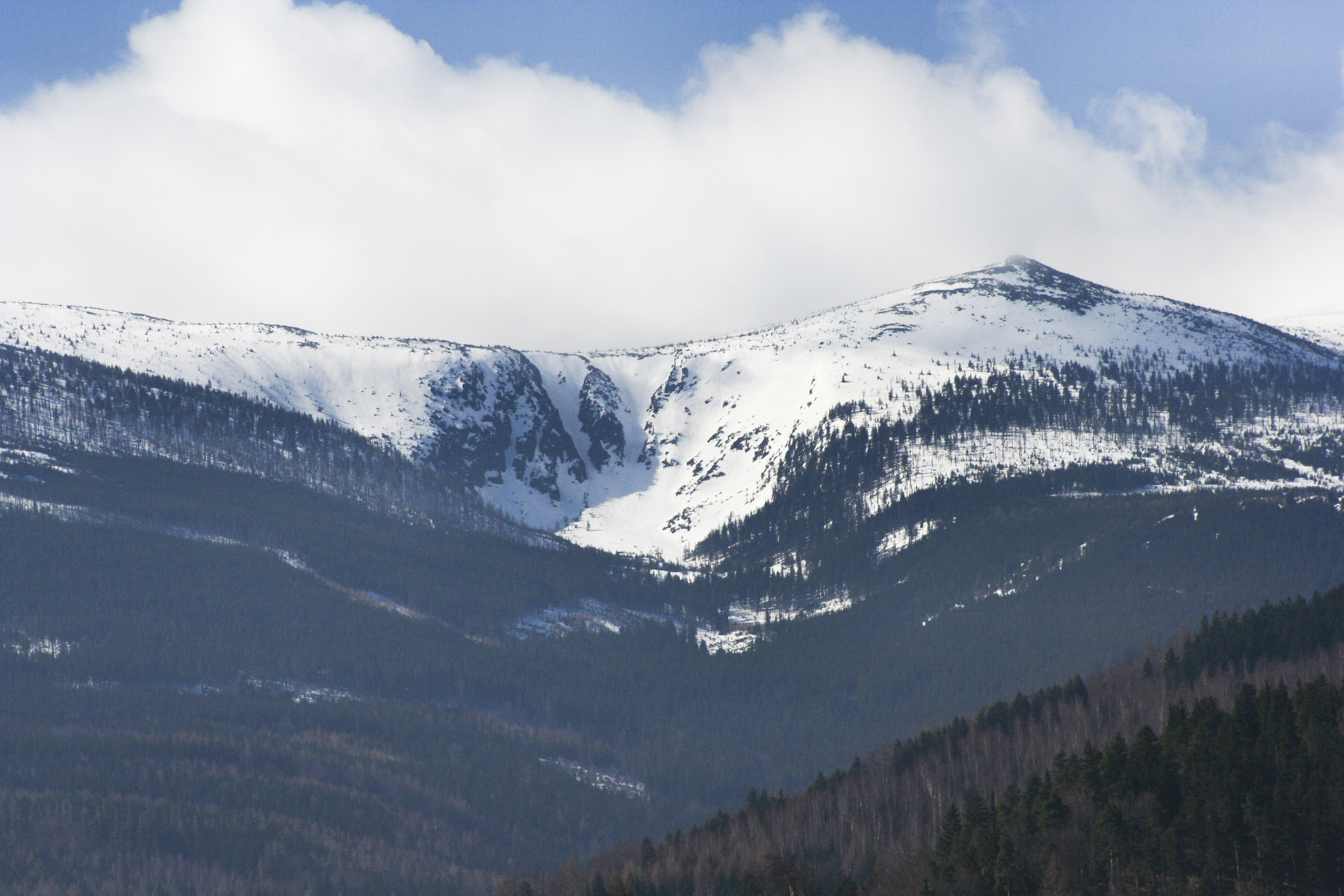
Śmielec nad Czarnym Kotłem Jagniątkowskim
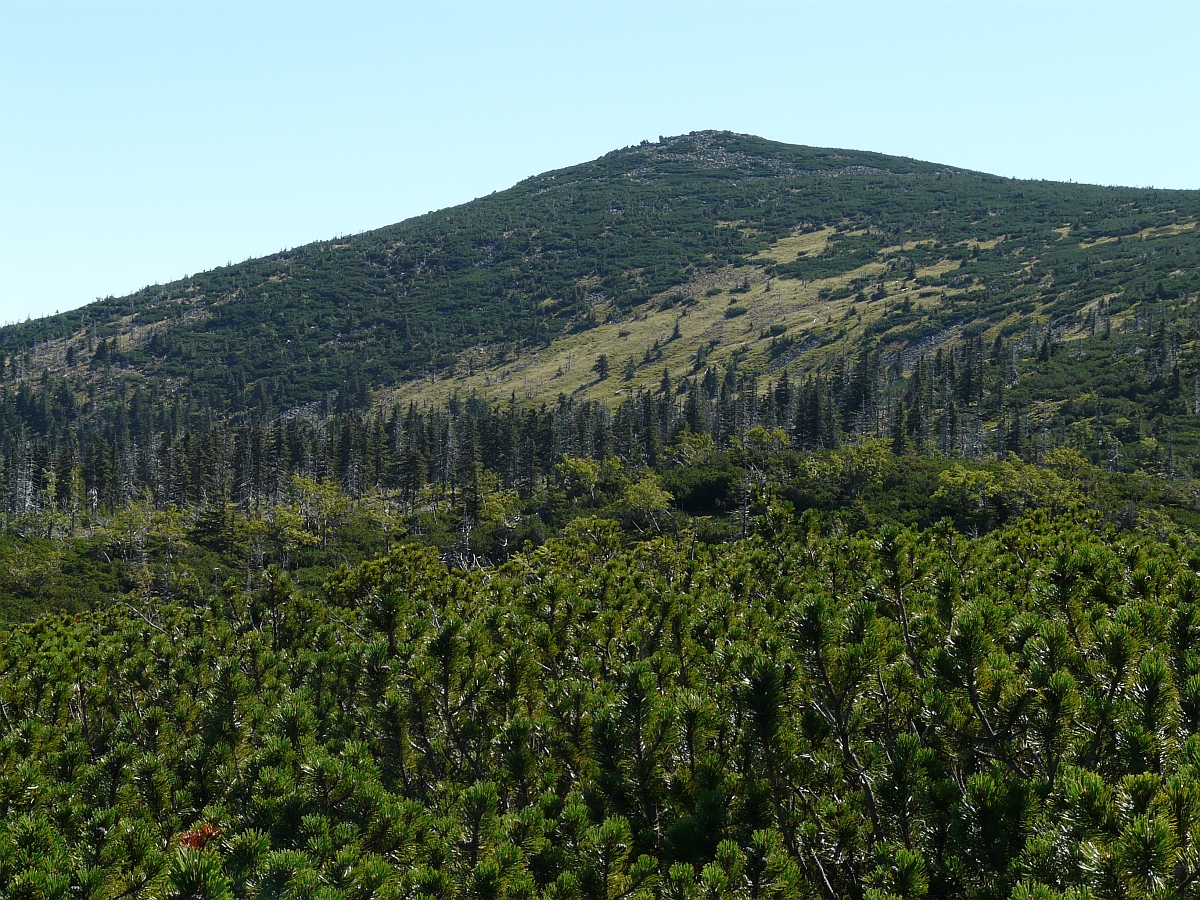
Śmielec